# Petro Korol
Petro Kindratowytsch Korol (ukrainisch Петро Кіндратович Король, wiss. Transliteration Petro Kindratovyč Korolʹ, häufig auch in der russischen Namensform Пётр Кондратьевич Король Pjotr Kondratjewitsch Korol, wiss. Transliteration Pëtr Kondrat'evič Korol'; * 2. Januar 1941 in Bredy, Oblast Tscheljabinsk, RSFSR; † 2. Juli 2015 in Lwiw, Ukraine) war ein sowjetischer Gewichtheber.

## Werdegang
Petro Korol wuchs in Lwiw auf. Als Jugendlicher versuchte er sich in verschiedenen Sportarten, ehe er sich als schon über Zwanzigjähriger in der Sowjetarmee dem Gewichtheben zuwandte. Mitte der 1960er Jahre hatte er mit seinen Leistungen die Spitzenklasse der sowjetischen Leichtgewichtler erreicht. Ab 1966 startete er regelmäßig mit sehr guten Resultaten bei den sowjetischen Meisterschaften, stagnierte aber bis 1970 in seiner Entwicklung. Erst 1971, als schon über Dreißigjähriger machte er einen großen Sprung nach vorne und wurde von da an auch bei internationalen Meisterschaften eingesetzt. Bei den Europameisterschaften 1971 war er erstmals als Ersatzmann dabei, durfte aber im Stoßen einen Weltrekordversuch außer Konkurrenz machen, der mit 173,5 kg gelang. 1972 wurde er erstmals sowjetischer Meister. Seine Enttäuschung war aber groß, als nicht er, sondern der zweitplatzierte Mucharbi Kirschinow bei den Olympischen Spielen in München eingesetzt wurde. Er blieb aber weiter aktiv und erhielt in den Jahren 1974 bis 1976 seinen Lohn für seine Ausdauer. In diesen Jahren wurde er insgesamt siebenmal Weltmeister und in Montreal sogar Olympiasieger, weil der eigentlich vor ihm platzierte Pole Zbigniew Kaczmarek nachträglich wegen Dopings disqualifiziert wurde und seine Goldmedaille an Petro Korol abgeben musste.
1977 beendete der Offizier in der Sowjetarmee seine aktive Laufbahn.

## Internationale Erfolge/Mehrkampf
(OS = Olympische Spiele, WM = Weltmeisterschaft, EM = Europameisterschaft, Le = Leichtgewicht, Mi = Mittelgewicht, Wettbewerbe bis 1972 im olympischen Dreikampf, bestehend aus Drücken, Reißen und Stoßen, ab 1973 im Zweikampf, bestehend aus Reißen und Stoßen)
- 1970, 1. Platz, Turnier in Dnepropetrowsk, Le, mit 422,5 kg, vor Mucharbi Kirschinow, UdSSR, 415 kg und Lawruschin, UdSSR, 410 kg;
- 1971, 2. Platz, Großer Preis von Rostock, Le, mit 432,5 kg, hinter Waldemar Baszanowski, Polen, 435 kg und vor Dehnavi, Iran, 427,5 kg;
- 1971, 2. Platz, Baltic Cup in Lübeck, Le, mit 407,5 kg, hinter Kirschinow, 422,5 kg und vor Dieter Rauscher, Deutschland, 397,5 kg;
- 1974, 1. Platz, Baltic Cup in Växjö, Le, mit 295 kg, vor Werner Schraut, Deutschland, 267,5 kg und Gregorz Czyz, Polen, 257,5 kg;
- 1974, 1. Platz, WM in Manila, Le, mit 305 kg, vor Zbigniew Kaczmarek, Polen, 302,5 kg und Dehnavi, 295 kg;
- 1975, 1. Platz, Turnier in Saporischschja, Le, mit 310 kg, vor Kazimierz Czarnecki, Polen, 295 kg und Ulrich Muskatiewicz, DDR, 285 kg;
- 1975, 1. Platz, WM + EM in Moskau, Le, mit 312,5 kg, vor Kaczmarek, 312,5 kg und Mladen Kutschew, Bulgarien, 302,5 kg;
- 1976, Goldmedaille, OS in Montreal, Le, mit 305 kg, vor Daniel Senet, Frankreich, 300 kg und Czarnecki, 295 kg (Kaczmarek, Polen, der den 1. Platz belegt hatte, wurde nachträglich wegen Dopings disqualifiziert).

## Medaillen, Einzeldisziplinen
(werden seit 1969 vergeben)
- WM-Goldmedaillen: 1974, Reißen, Le – 1974, Stoßen, Le – 1975, Stoßen, Le – 1976, Reißen, Le
- WM-Silbermedaille: 1975, Reißen, Le.
- EM-Goldmedaille: 1975, Stoßen, Le,
- EM-Silbermedaille, 1975, Reißen, Le.

## UdSSR-Meisterschaften
- 1965, 4. Platz, Le, mit 397,5 kg, hinter Sergej Lopatin, 420 kg, Jewgeni Kazura, 415 kg und Nogaitschew, 407,5 kg,
- 1966, 3. Platz, Le, mit 400 kg, hinter Kazura, 417,5 kg und Nogaitschew, 407,5 kg,
- 1967, 3. Platz, Le, mit 400 kg, hinter Girko, 410 kg und Nogaitschew, 407,5 kg,
- 1968, 3. Platz, Le, mit 402,5 kg, hinter Nogaitschew, 417,5 kg und Girko, 410 kg,
- 1969, 3. Platz, Le, mit 400 kg, hinter Lebedew, 405 kg und Lobschanidze, 402,5 kg,
- 1970, 3. Platz, Le, mit 410 kg, hinter Nogaitschew, 420 kg und Lawruschin, 417,5 kg,
- 1971, 2. Platz, Le, mit 432,5 kg, hinter Mucharbi Kirschinow, 435 kg und vor Dreksler, 430 kg,
- 1972, 1. Platz, Le, mit 447,5 kg, vor Kirschinow, 445 kg und Dreksler, 422,5 kg,
- 1973, 2. Platz, Mi, mit 317,5 kg, hinter Michailow, 327,5 kg und Smirnow, 310 kg,
- 1974, 2. Platz, Le, mit 297,5 kg.

## Weltrekorde
(alle im Leichtgewicht erzielt)
im Stoßen:
- 171 kg, 1971 in Rostow am Don,
- 173,5 kg, 1971 in Sofia,
- 175 kg, 1972 in Tallinn,
- 178 kg, 1975 in Moskau.